# Ла Малбе (Квебек)
Ла Малбе (фр. La Malbaie) је град у Канади у покрајини Квебек. Према резултатима пописа 2011. у граду је живело 8.862 становника.

## Становништво
Према резултатима пописа становништва из 2011. у граду је живело 8.862 становника, што је за 1,1% мање у односу на попис из 2006. када је регистровано 8.959 житеља.
| 2006. | 2011. |
| ----- | ----- |
| 8.959 | 8.862 |